# Moulton (Texas)
Moulton es un pueblo ubicado en el condado de Lavaca en el estado estadounidense de Texas. En el Censo de 2010 tenía una población de 886 habitantes y una densidad poblacional de 409,68 personas por km².

## Geografía
Moulton se encuentra ubicado en las coordenadas 29°34′20″N 97°8′48″O / 29.57222, -97.14667. Según la Oficina del Censo de los Estados Unidos, Moulton tiene una superficie total de 2.16 km², de la cual 2.16 km² corresponden a tierra firme y (0%) 0 km² es agua.

## Demografía
Según el censo de 2010, había 886 personas residiendo en Moulton. La densidad de población era de 409,68 hab./km². De los 886 habitantes, Moulton estaba compuesto por el 84.54% blancos, el 0.68% eran afroamericanos, el 0% eran amerindios, el 0.11% eran asiáticos, el 0% eran isleños del Pacífico, el 13.43% eran de otras razas y el 1.24% pertenecían a dos o más razas. Del total de la población el 21.44% eran hispanos o latinos de cualquier raza.